# Aeroporto LaGuardia
O Aeroporto LaGuardia (em inglês:  LaGuardia Airport) é um aeroporto internacional no Queens, em Nova Iorque, e que serve principalmente à cidade de Nova Iorque. Ele fica a 14 km do centro de Nova Iorque. Antigamente tinha o nome de Glenn H. Curtiss Airport, pioneiro da aviação americana, mas mudou-se para Fiorello La Guardia, um antigo prefeito da cidade de Nova Iorque. Em 1960, foi considerado o melhor aeroporto do mundo pela comunidade mundial de aviação. O Aeroporto LaGuardia tem voos em grande maioria para os Estados Unidos e Canadá,e além disso,é um dos mais movimentados do país, assim como o Aeroporto Internacional John F. Kennedy.

## Companhias e Destinos
| Companhias         | Destinos |
| ------------------ | --- |
| Air Canada         | Toronto-Pearson |
| Air Canada Express | Montréal-Trudeau, Toronto-Pearson |
| Alaska Airlines    | Dallas-Love |
| American Airlines  | Atlanta, Charlotte, Dallas/Fort Worth, Filadélfia Miami, Orlando, Raleigh/Durham Sazonal: Pittsburgh, West Palm Beach |
| American Eagle     | Akron/Canton, Atlanta, Charlotte, Charlottesville, Cincinnati, Cleveland, Columbus-Glenn, Dayton, Detroit, Fayetteville/Bentonville, Filadélfia Greensboro, Indianapolis, Louisville, Memphis, Miami, Minneapolis/St Paul, Montréal-Trudeau, Nashville, Norfolk, Pittsburgh, Portland (ME), Raleigh/Durham, Richmond, Roanoke, Saint Louis, Toronto-Pearson, Wilmington Sazonal: Augusta (GA), Bangor, Martha's Vineyard, Myrtle Beach, Nantucket, Traverse City |
| American Shuttle   | Boston, Chicago-O'Hare, Washington-National |
| Delta Air Lines    | Atlanta, Dallas/Fort Worth, Denver, Detroit, Fort Lauderdale, Fort Myers, Miami, Minneapolis/St Paul, Nova Orleães, Orlando, Tampa, West Palm Beach Sazonal: Buffalo, Bozeman, Cincinnati, Indianapolis, Raleigh/Durham, Sarasota |
| Delta Connection   | Asheville, Bangor, Birmingham (AL), Buffalo, Burlington, Charleston, Charlotte, Charlottesville, Chattanooga, Cincinnati, Cleveland, Columbia (SC), Columbus-Glenn, Dallas/Fort Worth, Des Moines, Fayetteville/Bentonville, Fort Myers, Grand Rapids, Greenville/Spartanburg, Greensboro, Houston-Intercontinental, Indianapolis, Jacksonville, Kansas City, Knoxville, Lexington, Louisville, Madison, Manchester (NH), Memphis, Milwaukee, Minneapolis/St Paul, Montréal-Trudeau, Nashville, Norfolk, Omaha, Ottawa, Pittsburgh, Portland (ME), Raleigh/Durham, Richmond, Rochester (NY), Saint Louis, Sarasota, Savannah, Syracuse Sazonal: Augusta (GA), Halifax, Martha's Vineyard, Miami, Myrtle Beach, Nantucket, Tampa, Traverse City, Wilmington |
| Delta Shuttle      | Boston, Chicago-O'Hare, Washington-National |
| Frontier Airlines  | Atlanta, Cincinnati Sazonal: Denver, Miami |
| JetBlue Airways    | Boston, Fort Lauderdale, Orlando, West Palm Beach |
| Rectrix Aviation   | Sazonal: Hyannis |
| Southwest Airlines | Atlanta, Chicago-Midway, Dallas-Love, Denver, Houston-Hobby, Kansas City, Milwaukee, Nashville, Saint Louis, Tampa Sazonal: Fort Lauderdale, Nova Orleães, Phoenix-Sky Harbor, San Antonio |
| Spirit Airlines    | Chicago-O'Hare, Dallas/Fort Worth, Detroit, Fort Lauderdale, Myrtle Beach |
| United Airlines    | Chicago-O'Hare, Denver, Houston-Intercontinental, Sazonal: Montrose |
| United Express     | Chicago-O'Hare, Cleveland, Houston-Intercontinental, Washington-Dulles |
| WestJet            | Toronto-Pearson |